# Fantaghirò (serie)
Fantaghirò ook bekend als La Grotta della Rosa d'Oro (De Grot van de Gouden Roos) is een vijfdelige Italiaanse fantasy-televisiefilmserie, geregisseerd door horrorregisseur Lamberto Bava, over de avonturen van heldin prinses Fantaghirò. De films zijn per jaar uitgebracht, vanaf 1991 tot en met 1996. De eerste film is gebaseerd op het verhaal Fanta-Ghiro de Schone, een Italiaans volksverhaal; de overige films zijn hiervan afgeleid. De filmserie wordt beschouwd als een cultserie met fans overal ter wereld, die meestal de films bekijken rondom de kerstdagen. Het Spaanse filmproductiebedrijf BRB Internacional heeft in 1999 een gelijknamige 26-delige animatieserie uitgebracht gebaseerd op Fantaghirò

## Films

### Fantaghirò(1991)
Fantaghirò is de jongste van drie mooie prinsessen wier vader continu in oorlog verkeert. Ondanks haar schoonheid en intelligentie veroorzaakt zij veel problemen voor haar familie omdat zij rebelleert tegen de strenge gedragsregels die gelden voor vrouwen in het koninkrijk. Ze heeft zichzelf geleerd om te lezen en onderneemt avonturen, wat haar vader furieus maakt. Fantaghirò ontvlucht het kasteel en trekt bossen in. Hier treft ze sprekende bomen, stenen en dieren. Fantaghirò ontmoet aldaar de Witte Ridder, deze besluit om haar meer te leren over de wereld, om de schoonheid van de natuur te leren waarderen en om te leren vechten. Tijdens een oefening boogschieten, schiet Fantaghirò een pijl tussen de bossen door en deze raakt net niet de jonge koning Romualdo, die onderweg is naar haar vader met het voorstel om middels een duel de eeuwenlange oorlog te beslechten. Fantaghirò duikt weg, echter Romualdo heeft haar kort gezien en is op slag verliefd geworden. De oorlogskoning, Fantaghirò's vader, ontvangt een profetie van de goede Witte Heks, deze vertelt hem dat enkel één van zijn drie dochters het duel met Romualdo kan winnen. Fantaghirò ziet dit als een kans om haarzelf te bewijzen naar haar vader.

### Fantaghirò 2(1992)
Fantaghirò en Romualdo staan op het punt om te trouwen, maar hun trouwerij wordt afgekapt wanneer het nieuws hun bereikt dat Fantaghirò's vader is gekidnapt door de kwade Zwarte Heks. De heks eist dat Fantaghirò en Romualdo zich aan haar onderwerpen, maar zij weigeren en Romualdo verklaart haar de oorlog. Hij vertrekt met zijn leger om de heks te bevechten. De Zwarte Heks gebruikt echter duistere magie om eruit te zien als Fantaghirò en verleidt Romualdo om haar te kussen, hierdoor krijgt zij hem en zijn leger in haar macht. Fantaghirò achterlatende, die heeft gezworen geen wapen meer ter hand te nemen voor de rest van haar leven. Doch, ze voelt dat ze haar belofte moet verbreken en vertrekt heimelijk naar het Duistere Koninkrijk, alwaar de heks alles zal doen in haar macht om Fantaghirò voor eeuwig te scheiden van Romualdo.

### Fantaghirò 3(1993)
De duistere tovenaar Tarabas ontdekt een profetie die voorspelt dat hij zal worden verslagen door een koningskind van niet ouder dan tien jaar. Hij raakt erdoor geobsedeerd en ontwaakt zijn terracottasoldaten met de opdracht om alle koninklijke kinderen in de wereld te kidnappen. Wanneer de kinderen van Fantaghirò's zuster doelwit worden, beschermen Fantaghirò en Romualdo hen van de aanvallende soldaten. De soldaten lijken onverslaanbaar te zijn maar Fantaghirò ontdekt dat deze weer verstenen wanneer ze nat worden. Tijdens een gevecht met een terracottasoldaat valt Romualdo in een vervloekte rivier en verandert hierdoor zelf ook in steen. Fantaghirò ontdekt dat zij de kwade tovenaar Tarabas moet vinden om haar geliefde Romualdo te kunnen redden.

### Fantaghirò 4(1994)
Een magische zwarte wolk drijft over het land, alles vernietigende waarmee het in aanraking komt. Wanneer de zwarte wolk het kasteel van Fantaghirò doet verdwijnen, trekt ze samen met de jeugdige prins Parsel - wiens kasteel ook is verdwenen - ten strijde om de zwarte wolk te volgen en uit te vinden wie de wolk heeft gecreëerd. Onderweg wordt Fantaghirò verenigd met de tovenaar Tarabas, deze heeft het kwaad afgezworen en is bereid om hen te helpen. De kwade tovenaar Darken, en vader van Tarabas, blijkt achter de wolk te zitten en de verdwijning van de kastelen. In het koninkrijk van koning Tohor treffen ze meerdere kastelen aan, in een miniatuurversie en onder een glazen stolp. Ze moet het kasteel terugbrengen naar de plek waar het altijd heeft gestaan voordat de zon onder de horizon verdwijnt op de derde dag. 

### Fantaghirò 5(1996)
Fantaghirò is gevangengenomen door de Zwarte Heks, die haar wil doden om haar krachten terug te krijgen die ze eerder had verloren. Tijdens haar gevangenschap ontmoet ze een magisch wezentje dat volledig bestaat uit fruit en dat claimt uit een parallelle wereld te komen. Intussen in een ver land valt de magische en kannibalistische piraat, enkel bekend als 'Naamloos', een vredig koninkrijk aan met een leger van fruitmannen om de kinderen van de inwoners te verslinden. Naamloos zijn aanwezigheid zorgt ervoor dat alles wat eetbaar is tot leven komt en de inwoners aanvalt. Wanhopig gebruikt de goede heks Asteria een magische mandragorawortel om Fantaghirò te redden van de Zwarte Heks en zij brengt zo Fantaghirò naar haar koninkrijk. Fantaghirò besluit om te helpen, maar de magische wortel kan haar niet meer terugbrengen naar haar eigen koninkrijk.

### Geannuleerde vervolgfilms
De producers hadden nog twee vervolgfilms gepland. In deze films zou Fantaghirò hebben gereisd door parallelle werelden, inclusief de onze, alwaar zij een kwade versie van haarzelf zou treffen, alvorens naar haar eigen wereld terug te keren.

## Hoofdkarakters

### Fantaghirò

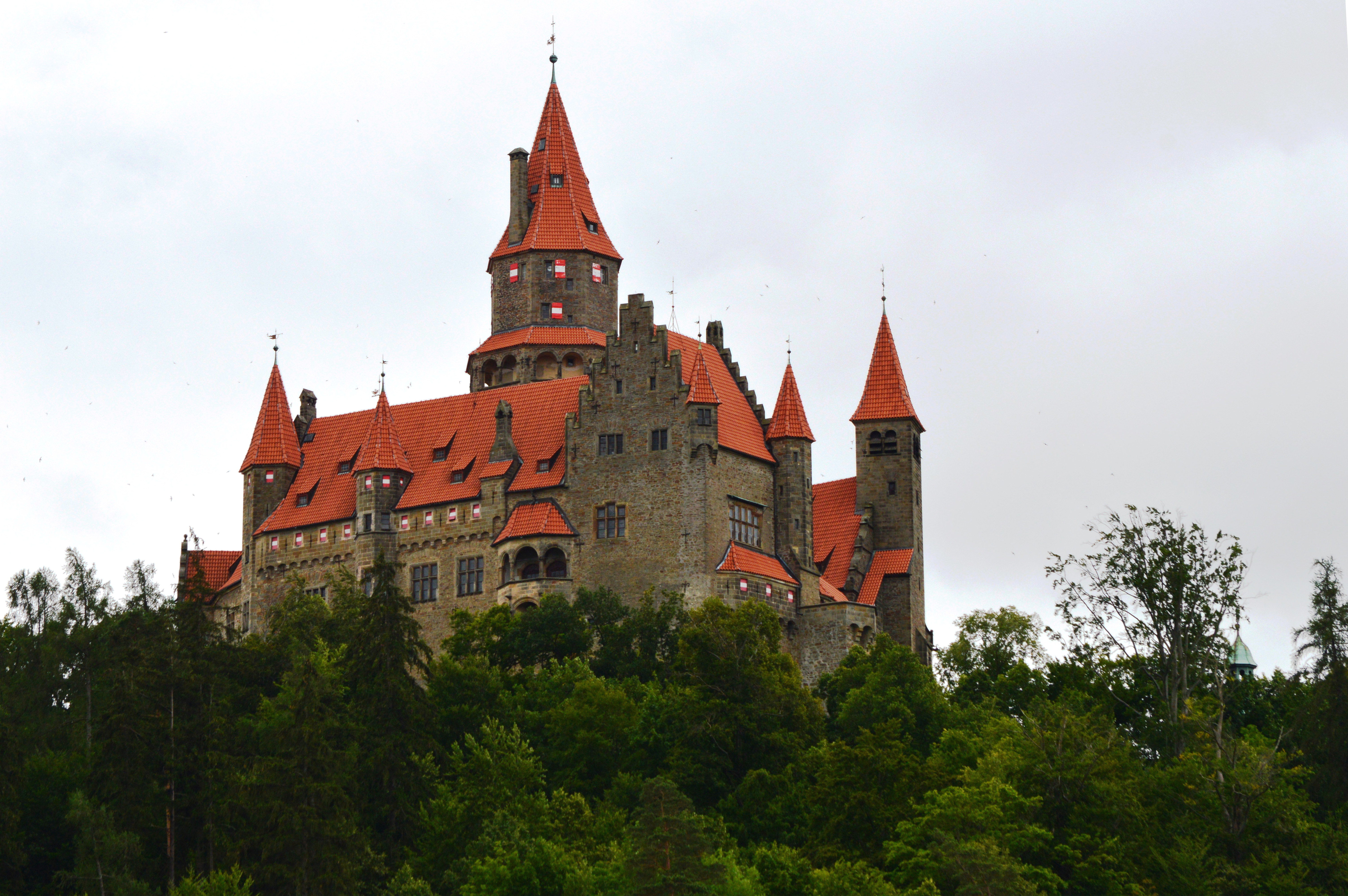
"Fantaghirò's kasteel" Kasteel Bouzov te Bouzov, Tsjechië in 2015

Fantaghirò, gespeeld door Alessandra Martines, is de hoofdfiguur van alle vijf de films. De jongste van drie prinsessen is mondig, eigenwijs en geeft nooit op in de strijd. In de eerste film is zij een impulsief en houdt zij ervan om haar vader en zusters te provoceren, maar waren haar intenties goed. In de tweede film wordt zij beschouwd als een strijdster die alles zou doen om haar geliefden te beschermen, zelfs wanneer dit haar eigen leven zou kosten. Haar liefde voor Romualdo, een voormalige vijand van haar koninkrijk, is groots, ze trouwen in de derde film en adopteren de weesprinses Smeralda als hun dochter. Fantaghirò heeft lang roodbruin haar wat zij laat knippen in een jongenskapsel in de eerste en de tweede film om zo door te kunnen gaan als jongen. In de derde film verschijnt zij louter met het jongenskapsel. Fantaghirò probeert alle wezens en mensen die zij ontmoet te bevrienden. Ze is vergeeflijk en kijkt voorbij fysieke verschijningen. De rol van Fantaghirò was het begin van de filmcarrière van Martines.

### Romualdo

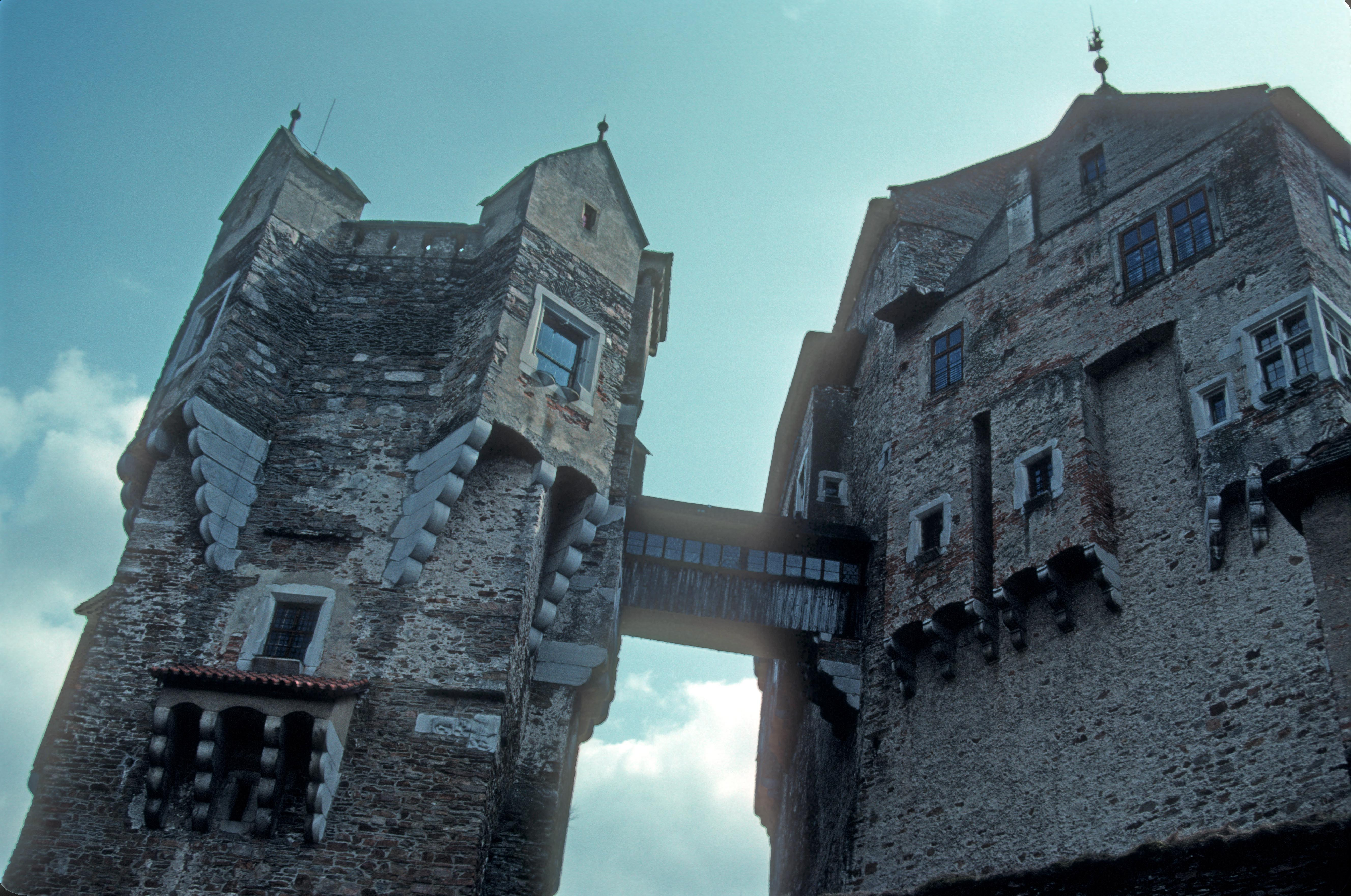
"Romualdo's kasteel" Kasteel Pernštejn te Nedvědice, Tsjechië in 2009

Romualdo, gespeeld door Kim Rossi Stuart, is de geliefde van Fantaghirò. Hun vaders waren continu met elkaar in oorlog, maar na het overlijden van Romualdo's vader heeft Romualdo, als nieuwe koning, de vader van Fantaghirò voorgesteld de eeuwenoude oorlog tussen hunner volkeren te beslechten met een duel. Slechts een ogenblik ziet hij Fantaghirò in het magische woud, zonder te weten dat zij de dochter is van de vijandelijke koning, noch kent hij haar naam, maar hij is vastbesloten haar te vinden. Fantaghirò heeft ervoor gekozen om haar vaders plaats in te nemen als duellist, vermomd als een man, bevecht zij Romualdo die meer en meer begint te vermoeden dat de jongeman met wie hij zou moeten gaan duelleren de vrouw is waarop hij toen in het woud op slag verliefd is geworden. Fantaghirò en Romualdo zouden gaan trouwen in de tweede film maar de ceremonie is uitgesteld nadat de Zwarte Heks Fantaghirò's vader heeft ontvoerd. Romualdo wordt het doel van de Zwarte Heks, zij betovert hem om hem haar geliefde te laten worden. Romualdo verkrijgt uiteindelijk zijn geheugen dankzij Fantaghirò en de Witte Heks.
In de derde film verandert Romualdo in een stenen beeld nadat hij in een vervloekte rivier is gevallen. Aan het einde van de film wordt hij weer tot leven gewekt waarna Romualdo en Fantaghirò met elkaar trouwen. Stuart koos ervoor niet meer terug te keren in de vierde film in zijn rol als Romualdo. Dus werd Romualdo getransformeerd in de afzichtelijk lelijke Fiodor, gespeeld door Riccardo Serventi Longhi. Aan het einde van de vierde film verandert Fiodor terug in Romualdo, dit is gedaan middels het hergebruik van reeds eerder gefilmde beelden uit de andere films en nasynchronisatie van zijn stem. Romualdo verschijnt enkel nog in een flashback in de vijfde film en ook die beelden waren afkomstig uit eerdere films.

### De Zwarte Heks

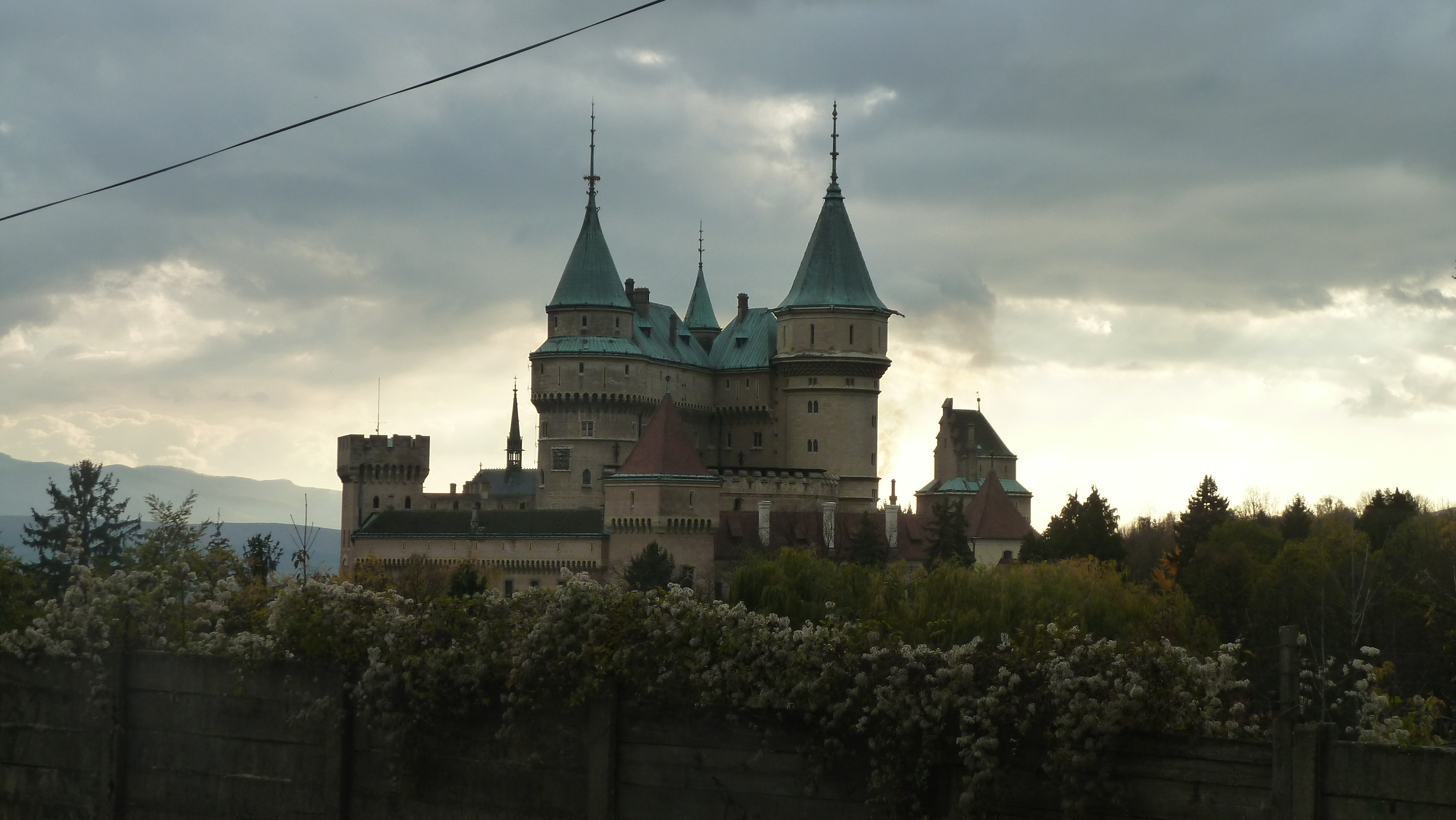
"Het kasteel van de Zwarte Heks" Kasteel Bojnice te Bojnice, Slowakije in 2012

De Zwarte Heks (Strega Nera), ook bekend als de Zwarte Koningin (Regina Nera), gespeeld door de Brigitte Nielsen, is de kwaardaardige tegenhanger van de Witte Heks. Zij verschijnt voor het eerst in de tweede film en zij wil de pure liefde tussen Fantaghirò en Romualdo vernietigen, daar zij de knappe prins voor haarzelf wil. Ze lokt hem naar haar koninkrijk door Fantaghirò's vader te ontvoeren. Ze betovert Romualdo zodat hij op slag verliefde wordt op haar en wil Fantaghirò doden. Uiteindelijk is Fantaghirò in staat om haar rivale te verslaan, doordat de Zwarte Heks in een stenen beeld verandert.
De Zwarte Heks bleek een populair karakter te zijn, zelfs zo zeer dat regisseur Lamberto Bava ervoor koos om haar in de volgende film weer tot leven te laten wekken. Haar twee volgelingen Donder en Bliksem brengen haar tot leven omdat Fantaghirò hulp nodig heeft in de strijd tegen de kwade tovenaar Tarabas. Omdat de Zwarte Heks Fantaghirò helpt, hoewel met de nodige tegenzin, verzwakt haar toverkracht omdat ze strijdt voor het goede en niet meer voor het kwade.

### Tarabas
Tarabas, gespeeld door Nicholas Rogers is een tovenaar die verschijnt in de derde en vierde film. Hij is aanvankelijk een zeer machtige tovenaar die wordt gevreesd door tovenaars in alle koninkrijken. Hij raakt geobsedeerd door een profetie die hij ontdekt, hierin wordt gesteld dat hij zal worden verslagen door een koningskind niet ouder dan 10 jaren oud. Hij wekt een terracotta leger tot leven en stuurt ze uit om koningskinderen te ontvoeren overal ter wereld. De ouders van prinses Smeralda worden hierbij vermoord. Tarabas komt op het pad van Fantaghirò en wordt verliefd op haar en hij vraagt haar ten huwelijk in ruil voor het tot leven wekken van de versteende Romualdo. 
Uiteindelijk laat Tarabas Fantaghirò gaan en bevrijdt haar van haar belofte. Hij staat Smeralda toe haar ouders nog eenmaal te zien, een daad van vriendelijkheid dat de profetie vervult. Tarabas verwerpt het kwaad en leeft in vrede tot de vierde film, waarin hij wordt beschuldigd van het creëren van een magische zwarte wolk die alles vernietigt en gebouwen doet verdwijnen waarmee het in contact komt. Tarabas verenigt zich met Fantaghirò om uit te zoeken waar de zwarte wolk vandaan komt en zij ontdekken dat deze was gecreëerd door zijn vader, Darken. Aan het einde van de vierde film geeft Tarabas zijn liefde voor Fantaghirò op en besluit te blijven met prinses Angelica van Tohor.

## Andere karakters
- Angelica, gespeeld door Agathe de La Fontaine, is de prinses van het oriëntale koningsrijk Tohor. Zij heeft de verhalen gehoord over Tarabas van de tijd dat hij nog een duistere tovenaar was en adoreert hem. Wanneer zij verneemt dat Tarabas zich ophoudt in haar koninkrijk zoekt zij hem op en verklaart hem haar liefde. Aanvankelijk wijst Tarabas haar liefde af maar uiteindelijk belooft hij haar te proberen van haar te houden.
- Bliksem (Fulmine), gespeeld door Jakub Zdeněk, is een fee en de oudere broer van Donder. Vroeg in de tweede film begint hij te rebelleren tegen zijn meesteres de Zwarte Heks en het is Bliksem die zijn zusje ervan overtuigd hetzelfde te doen. In de derde film plaatst hij, samen met zijn zusje Donder alle versteende stukjes van de Zwarte Heks samen om haar weer tot leven te doen komen. Maar Bliksem bewaart het hart van de heks om haar in zijn macht te houden.
- Carolina, gespeeld door Kateřina Brožová, is de oudere zuster van Fantaghirò. Ze is een hopeloze romanticus, heeft goudblond haar en is zich terdege bewust van haar schoonheid. In de eerste film trouwt ze met Ivaldo, de vertrouweling van Romualdo. In de tweede film is ze zwanger en in de derde film heeft zij een zoon.
- Cataldo, gespeeld door Stefano Davanzati, is één van Romualdo's vrienden. Hij verschijnt in de eerste en de tweede film als Romualdo's goede vriend. Hij is de gene die met het idee komt om een zwemwedstrijd te houden om zo Fantaghirò's ware geslacht te onthullen. Later wordt hij verliefd op Fantaghirò's zuster Caterina.
- Caterina, gespeeld in de eerste film door Ornella Marcucci en in de tweede en derde film door Barbora Kodetová, is de oudste zuster van Fantaghirò. Ze is nuchter, verstandig en geduldig. In de eerste film trouwt zemet met Cataldo, de vertrouweling van Romualdo. In de tweede film is ze zwanger en in de derde film heeft zij een zoon.
- Donder (Saetta), gespeeld door Lenka Kubálková, is een fee en het zusje van Bliksem. Ze verschijnt in de tweede film. Aanvankelijk was ze een knecht van de Zwarte Heks maar Donder verraadt de heks, op aandringen van Bliksem, door de kant van Fantaghirò te kiezen. In de derde film vertelt Donder dat zij en haar broer trainen om engelen te worden. Ze kan zich veranderen in een bliksemschicht en vliegen door de lucht. Ze haat water en kan niet vliegen wanneer ze in de rivier is gevallen.
- Darken, gespeeld door Horst Buchholz, is een wrede tovenaar en zo machtig dat het verboden is zijn naam uit te spreken. Hij is de bron van al het kwaad in Fantaghirò's wereld, hij is de vader van Tarabas en wil dat zijn zoon net zo slecht is als hij. Hij verschijnt in de vierde film als de grote slechterik die een zwarte wolk creëert die overal vernietiging veroorzaakt. Hij is machtig genoeg om de doden tot leven te kunnen wekken met een kus en hij hanteert een zwaard gesmeed in het bloed van reuzen.
- Goudoog (Occhio d'Oro), gespeeld door Karel Roden, is een slechterik die voorkomt in de tweede film. Hij is een dief die iedereen overvalt die hij tegenkomt. Fantaghirò vernedert hem aan het begin van de film door hem te verslaan in een gevecht. Later probeert Goudoog wraak te nemen door Fantaghirò te laten verkleden als een buikdanseres.
- Ivaldo, gespeeld door Tomáš Valík, is één van Romualdo's vrienden. Hij verschijnt in de eerste en de tweede film als Romualdo's goede vriend. Hij wordt later verliefd op Fantaghirò's zuster Carolina.
- Koning, gespeeld door Mario Adorf, is Fantaghirò's vader en verschijnt in de eerste twee films. Aanvankelijk is hij teleurgesteld in Fantaghirò's geboorte omdat hij verwachtte een zoon als troonopvolger te krijgen. Zijn teleurstelling groeit wanneer de opgroeiende Fantaghirò weigert om gedwee en volgzaam te zijn zoals wordt verwacht van alle vrouwen in zijn koninkrijk. Maar mettertijd accepteert hij Fantaghirò zoals ze is en accepteert haar zelfs als zijn duellist. In de tweede film wordt hij ontvoerd door de Zwarte Heks.
- Koningin der Elfen, gespeeld door Aňa Geislerová, is de koningin van de boselfen. Ze is mooi en draagt een jurk van rode en gouden bladeren. In de tweede film stopt zij Romualdo en zijn leger die op weg zijn naar het Duistere Koninkrijk. Ze geeft Romualdo drie testen om zijn waarde te bewijzen, waarvoor hij slaagt. In de derde film wordt ze bezocht door Fantaghirò die haar hulp nodig heeft in het breken van de vloek die Romualdo in steen heeft veranderd. De koningin en de elfen vertellen Fantaghirò dat ze moet zoeken naar de tovenaar Tarabas.
- Naamloos, gespeeld door Remo Girone, is een slechterik die voorkomt in de vijfde film. Hij is een oger van betoverd hout, dat hem zo goed als onverslaanbaar maakt tegen alle aanvallen. Tot leven gebracht met de magie van honderd heksen, was het doel van Naamloos om een einde te maken aan een uitputtende eeuwenlange oorlog, maar in plaats van zijn taak uitvoeren rebelleerde hij tegen zijn scheppers. Hij reist door verschillende werelden als kapitein op een vliegend galjoen waarbij hij kinderen eet om uiteindelijk menselijk te worden. Enkel zijn aanwezigheid is voldoende om voedsel te veranderen in dodelijke monsters.
- Smeralda, gespeeld door Elena D'Ippolito, is een jonge prinses die voorkomt in de derde film. Haar ouders zijn vermoord door het stenen leger dat tot leven is gewekt door Tarabas om alle koningskinderen ter wereld te ontvoeren. Fantaghirò neemt Smeralda onder haar vleugels en adopteert haar zelfs. Smeralda is speels en koppig, zoals Fantaghirò was in haar jeugd.
- De Witte Heks, gespeeld in de eerste film door Ángela Molina, en gespeeld in de tweede film door Katarína Kolajová, is een goede heks en vriendin van Fantaghirò. Ze heeft een belangrijke rol gespeeld in het begeleiden van Fantaghirò sinds zij een baby was. Ook al is Fantaghirò zich er niet altijd van bewust van de invloed die de Witte Heks heeft. De Witte Heks kan zich veranderen in verschillende dieren, zoals: een gans, een muis, en een kat. Zij verandert zich ook in de Witte Ridder om Fantaghirò te trainen in zwaardvechten. In de tweede film geeft de Witte Heks haar toverkrachten op om Fantaghirò te bevrijden van een magische belofte die ze had gemaakt. Ook al verschijnt ze niet meer in latere films, in de derde film wordt vermeld dat ze zich heeft teruggetrokken op het platteland.
- Xellesia, gespeeld door Ursula Andress, is een boze heks en de moeder van Tarabas. Ze is achterbaks, slecht en doet alles om haar zoon weg te houden van alle dingen die goed of liefdevol zijn. Ze verschijnt in de derde en de vierde film. Aan het einde van de derde film berooft Tarabas zijn moeder van haar toverkracht. In de vierde film bekent zij dat ze altijd van Tarabas heeft gehouden maar dat ze haar liefde voor hem verborgen had moeten houden. Ze bewijst haar moederliefde door zichzelf op te offeren zodat Tarabas veilig kan vluchten.

## Trivia

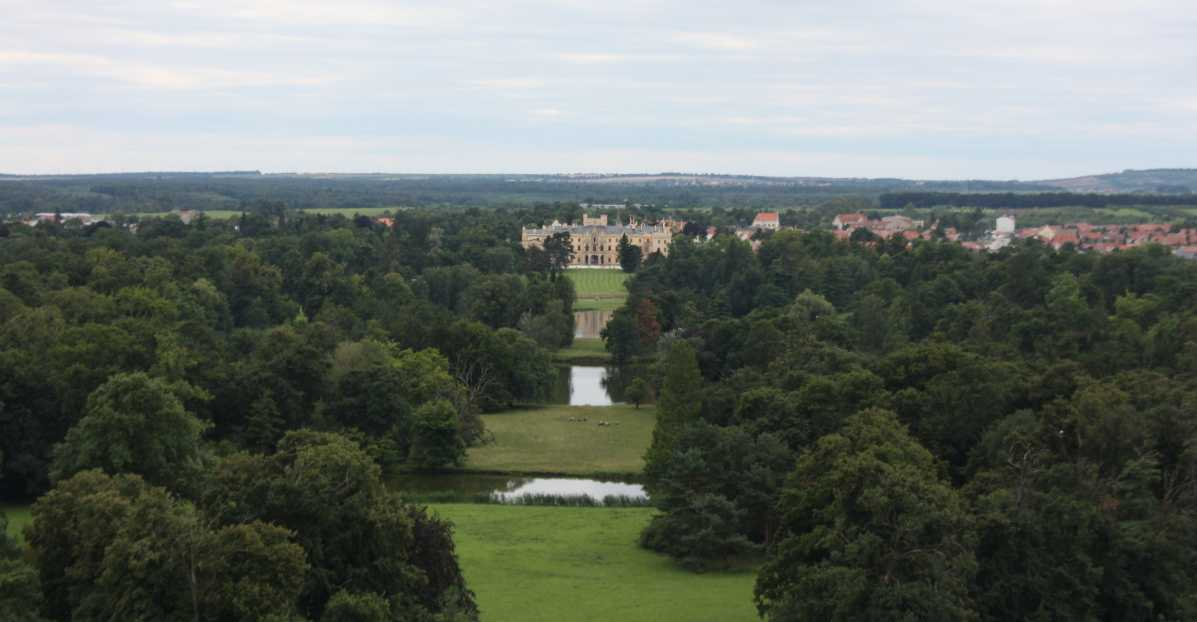
Veel scenes uit de eerste films zijn gefilmd in het park nabij Kasteel Lednice in Tsjechië.

- De serie is gebaseerd op het verhaal Fanta-Ghirò, persona bella (Fanta-Ghirò de Schone) uit de Fiabe italiane (Italiaanse Volksverhalen) verzameld door Italo Calvino.
- Regisseur Laberto Bava heeft gezegd dat de films zijn beïnvloed door de films: Legend, Ladyhawke en Willow, als ook door tekenfilms van Disney en de fantasyfilms uit de jaren '50.[11]
- Oorspronkelijk had Fantaghirò één lange film moeten worden. Maar de productiekosten waren zo hoog dat werd besloten vijf afzonderlijke films te maken.[5] Fantaghiro werd geproduceerd door Rete Italia en is voornamelijk gefilmd in voormalig Tsjecho-Slowakije, de laatste twee films werden gefilmd in Thailand en Cuba.[3]
- De filmmuziek, inclusief de titelmuziek is gecomponeerd door Amedeo Minghi, de zang is uitgevoerd door Rossana Casale.[12]
- Kim Rossi Stuart, die had geauditeerd voor de rol van Romualdo op 22-jarige leeftijd, besloot na twee films niet meer te willen spelen in de vervolgfilms van Fantaghirò. Zijn verschijning in de vierde film is geconstrueerd met zogenaamde stock footage uit de eerste film. Vanwege Stuarts vertrek is elk vervolg van de serie ontwikkeld op basis van de rolbezetting.[3]
- Brigitte Nielsen heeft verklaard dat zij haar opzettelijk overdreven rol van de Zwarte Koningin had gebaseerd op de boze koningin in Disney's Sneeuwwitje en de zeven dwergen.[13]
- De rol van de Zwarte Heks werd zo gewaardeerd door de fans dat regisseur Bava ervoor heeft gekozen haar te laten herleven zodat ze mee kon doen in de laatste drie films.[3][8]
- Het karakter van Tarabas werd gebaseerd de horrorstripboekserie Dylan Dog waarin een karakter met deze naam verschijnt in een van de verhalen.[5]
- De serie is uitgezonden in meer dan 50 landen.[14]
- Fantaghirò is nagesynchroniseerd in onder andere het: Bulgaars, Duits, Engels, Frans, Georgisch, Hongaars, Oekraïens, Russisch, Singalees, Slowaaks, Spaans, en Tsjechisch.
- Martines heeft zelf de Franse nasynchronisatie van haar rol uitgevoerd als stemactrice.[3]
- De eerste drie films zijn in een gereduceerde versie uitgebracht als een compilatiefilm getiteld: La meravigliosa storia di Fantaghirò (Het wonderlijke verhaal van Fantaghirò)[15]
- Een geremasterde editie van de filmserie is uitgegeven op DVD en Blu-ray in Duitsland, Frankrijk en Italië, in 2016.[16][17][18]
- De zesde en zevende film zijn nooit gerealiseerd vanwege tegenvallende kijkcijfers tijdens de uitzending van Fantaghirò 5  op Eerste kerstdag 1996, het project is hierna stopgezet. Een voorstel voor een vervolg is in 2007 voorgelegd aan Mediaset door Bava en Romo, na herhaaldelijke verzoeken van fans die teleurgesteld waren over het einde van de vijfde film. Uiteindelijk is het vervolg niet gerealiseerd door te hoge productiekosten.[19]